# Acleris cristana
Acleris cristana là một loài bướm đêm thuộc họ Tortricidae. Loài này có ở châu Âu qua Kavkaz và Ussuri đến Nhật Bản.
Sải cánh dài 18–22 mm. Con trưởng thành bay từ tháng 8 đến tháng 11 và lần nữa từ tháng 3 đến tháng 5.
Nó có nhiều dạng khác nhau và nhiều tên đồng nghĩa.
Ấu trùng ăn nhiều thực vật thuộc họ hoa hồng, bao gồm các loài Prunus spinosa và Crataegus (bao gồm Crataegus maximowiczi). Các loại thức ăn khác như Carpinus betulus, Ulmus campestris, Rosa, Malus (bao gồm Malus pumila), Salix caprea, Sorbus sambuccifolia, Cerasus sachalinensis, Prunus salicina và Zelkova serrata.

## Hình ảnh

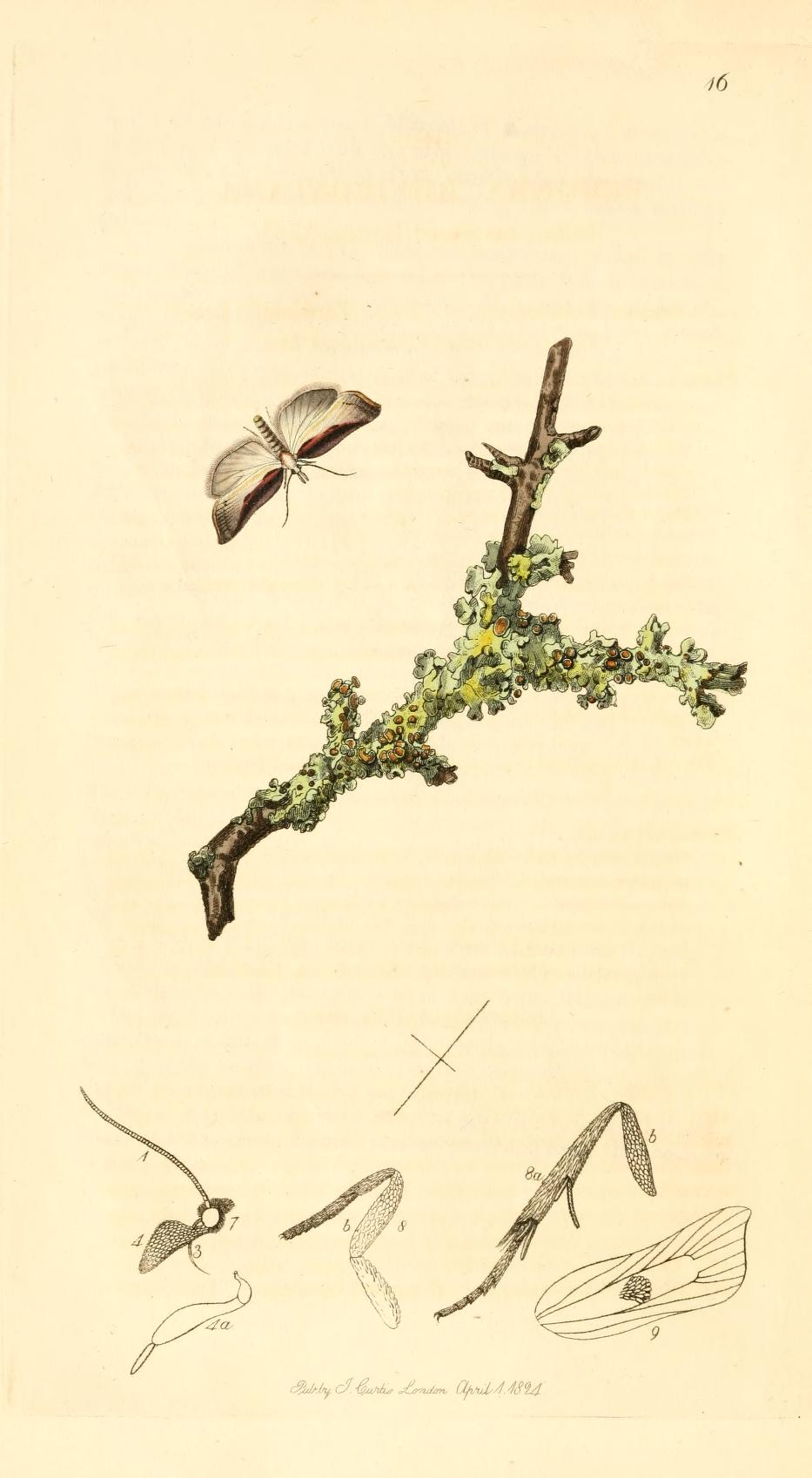